# Exochus fidus
Exochus fidus là một loài tò vò trong họ Ichneumonidae.